# Alicja Boryło
Alicja Bernadeta Boryło (ur. 1 czerwca 1971) – polska chemiczka, oceanograf, dr hab. nauk o Ziemi, profesor uczelni Katedry Chemii i Radiochemii Środowiska Wydziału Chemii Uniwersytetu Gdańskiego.

## Życiorys
Ukończyła I Liceum Ogólnokształcące im. Marii Skłodowskiej-Curie w Tczewie. 17 listopada 2000 obroniła pracę doktorską Depozycja uranu w osadach dennych Bałtyku Południowego pod kierunkiem prof. Bogdana Skwarca. Została zatrudniona na stanowisku adiunkta w Katedrze Analityki i Radiochemii Środowiska na Wydziale Chemii Uniwersytetu Gdańskiego. 29 października 2013 habilitowała się na podstawie pracy zatytułowanej Izotopy uranu 234 U i 238 U w ekosystemie południowego Bałtyku oraz w dorzeczach Wisły i Odry, a następnie została zatrudniona na stanowisku profesora uczelni w Katedry Chemii i Radiochemii Środowiska Wydziału Chemii Uniwersytetu Gdańskiego.
Jest ekspertką zespołu nauk ścisłych i przyrodniczych Polskiej Komisji Akredytacyjnej w dyscyplinie nauki chemiczne.